# سيكار مينون
سيكار مينون هو ممثل هندي، ولد في 5 يونيو 1984 في الهند.

## وصلات خارجية
- سيكار مينون على موقع IMDb (الإنجليزية)
- سيكار مينون على موقع قاعدة بيانات الفيلم (الإنجليزية)